# Reações da igreja católica à eutanásia nazista

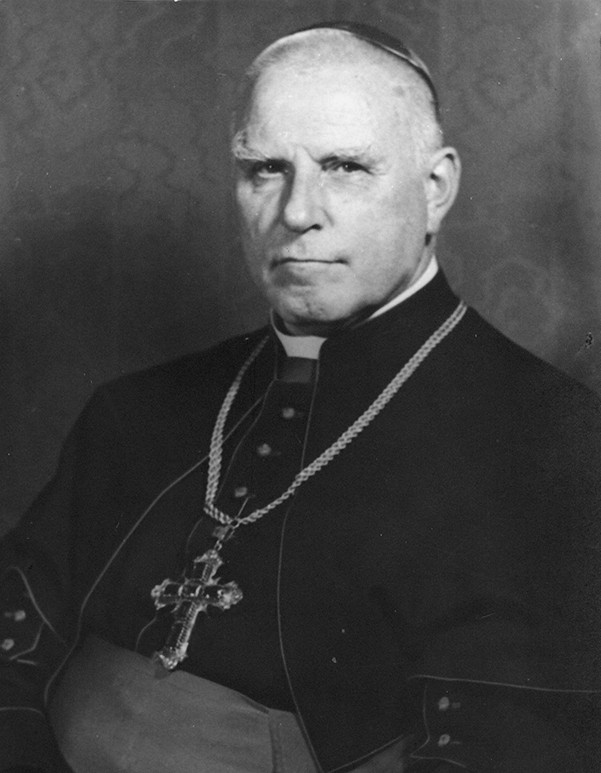
Clemens August von Galen, bispo de Munster, que se manifestou contra o programa de eutanásia na Alemanha nazista, foi beatificado pelo papa Bento XVI em 2005.

Durante a Segunda Guerra Mundial, a Igreja Católica Romana protestou contra o Aktion T4, o programa de eutanásia involuntária nazista sob o qual os doentes mentais, fisicamente deformados e incuráveis doentes seriam mortos. Os protestos formaram um dos atos públicos mais significativos de resistência católica ao nazismo realizados na Alemanha. O programa de eutanásia começou em 1939 e acabou resultando no assassinato de mais de 70 mil pessoas que eram senis, deficientes mentais, doentes mentais, epiléticos, aleijados, crianças com Síndrome de Down ou pessoas com aflições semelhantes. Os assassinatos envolveram interferência nas instituições de bem-estar da Igreja, e a conscientização sobre o programa assassino se espalhou. Os líderes da Igreja que se opunham a ela – principalmente o bispo católico Clemens August von Galen, de Münster, e o bispo protestante Theophil Wurm – conseguiram, portanto, provocar uma oposição pública generalizada.
Os protestos católicos começaram no verão de 1940. A Santa Sé declarou em 2 de dezembro de 1940 que a política era contrária à lei divina natural e positiva e que: "Não é permitido o assassinato direto de uma pessoa inocente devido a defeitos mentais ou físicos". No verão de 1941, os protestos foram liderados na Alemanha pelo bispo von Galen, cuja intervenção, segundo Richard J. Evans, levou ao "movimento de protesto mais forte, mais explícito e generalizado contra qualquer política desde o início do Terceiro Reich". Em 1943, o Papa Pio XII publicou a encíclica Mystici corporis Christi, na qual condenou a prática de matar os deficientes. A Encíclica foi seguida, em 26 de setembro de 1943, por uma condenação aberta dos bispos alemães, que denunciou o assassinato de pessoas inocentes e indefesas, com deficiências mentais ou físicas, incuráveis enfermidades, feridos fatais, reféns inocentes, prisioneiros de guerra desarmados, criminosos criminosos ou pertencente a uma raça diferente.

## Programa de eutanásia
Enquanto o assassinato dos judeus pela solução final nazista ocorreu principalmente no território polonês ocupado pela Alemanha, o assassinato de inválidos ocorreu em solo alemão e envolveu interferência em instituições de assistência católica (e protestante). Portanto, a conscientização do programa assassino se espalhou, e os líderes da Igreja que se opunham a ele – principalmente o bispo católico de Münster, Clemens August von Galen e o dr. Theophil Wurm, bispo protestante de Württemberg – conseguiram, assim, provocar uma oposição pública generalizada. A intervenção levou, nas palavras de Evans, "ao movimento de protesto mais forte, mais explícito e mais difundido contra qualquer política desde o início do Terceiro Reich".
A partir de 1939, o regime iniciou seu programa de eutanásia, sob o qual aqueles considerados "inadequados racialmente" deveriam ser "sacrificados". Os senis, os deficientes mentais e os doentes mentais, epiléticos, aleijados, crianças com Síndrome de Down e pessoas com aflições semelhantes deveriam ser mortas. O programa finalmente envolveu o assassinato sistemático de mais de 70 mil pessoas. Entre os assassinados estava um primo do jovem Joseph Ratzinger, futuro papa Bento XVI.
Na época em que os nazistas iniciaram seu programa de matar inválidos, a Igreja Católica na Alemanha estava sujeita a perseguição prolongada do Estado e sofrera confisco de propriedades, prisão de clérigos e fechamento de organizações leigas. A hierarquia da Igreja estava, portanto, cautelosa em desafiar o regime, por medo de outras consequências para a Igreja. No entanto, em certos assuntos de doutrina, eles continuavam dispostos a se comprometer.

## Protesto católico
O papado e os bispos alemães já protestaram contra a esterilização nazista do "racialmente inapto". Os protestos católicos contra a escalada desta política para a "eutanásia" começaram no Verão de 1940. Apesar dos esforços nazistas para transferir hospitais para o controle estatal, um grande número de pessoas deficientes ainda se encontrava sob os cuidados das Igrejas. A Caritas era a principal organização que dirigia tais serviços de cuidados para a Igreja Católica. Depois de ativistas protestantes da assistência social terem tomado uma posição no Hospital Bethel em agosto na diocese de von Galen, Galen escreveu ao cardeal Adolf Bertram, em julho de 1940, pedindo à Igreja que assumisse a posição moral. Bertram pediu cautela. O arcebispo Conrad Groeber, de Freiburg, escreveu ao chefe da Chancelaria do Reich e ofereceu-se para pagar todos os custos incorridos pelo Estado pelo "cuidado de pessoas com doenças mentais destinadas à morte". Os diretores da Caritas procuraram orientação urgente dos bispos, e a Conferência Episcopal de Fulda enviou uma carta de protesto à Chancelaria do Reich em 11 de agosto, depois enviou o bispo Heinrich Wienken, da Caritas, para discutir o assunto. Wienken citou o mandamento "milhares de pessoas não matam" a funcionários e advertiu-os a interromper o programa ou enfrentar protestos públicos da Igreja. Wienken posteriormente vacilou, temendo que uma linha firme pudesse comprometer seus esforços para libertar padres católicos de Dachau, mas foi instado a permanecer firme pelo cardeal Michael von Faulhaber. O governo se recusou a comprometer-se por escrito a interromper o programa, e o Vaticano declarou em 2 de dezembro que a política era contrária à lei divina natural e positiva.
O bispo von Galen publicou o decreto em seu jornal em 9 de março de 1941. Prisões subsequentes de padres e apreensão de propriedades jesuítas pela Gestapo em sua cidade natal de Munster convenceram Galen que a cautela aconselhada por seu superior havia se tornado inútil. Nos dias 6, 13 e 20 de julho de 1941, Galen falou contra a apreensão de propriedades e as expulsões de freiras, monges e religiosos e criticou o programa de eutanásia. Na tentativa de acobertar Galen, a polícia invadiu o convento de sua irmã e a deteve no porão. Ela escapou do confinamento e Galen, que também havia recebido notícias da remoção iminente de mais pacientes, lançou seu desafio mais audacioso ao regime em um sermão de 3 de agosto. Ele declarou os assassinatos ilegais e disse que acusou formalmente os responsáveis por assassinatos em sua diocese em uma carta ao promotor público. A política abriu caminho para o assassinato de todas as "pessoas improdutivas", como velhos cavalos ou vacas, incluindo veteranos de guerra inválidos. Ele perguntou: "Quem pode confiar mais em seu médico?" Ele declarou, escreveu Evans, que os católicos devem "evitar aqueles que blasfemaram, atacaram sua religião ou provocaram a morte de homens e mulheres inocentes. Caso contrário, eles se envolveriam em sua culpa". Galen disse que era dever dos cristãos resistir à tomada da vida humana, mesmo que isso significasse perder a própria vida.

### Reação
"A sensação criada pelos sermões", escreveu Evans, "foi enorme". Kershaw caracterizou o "ataque aberto" de Von Galen em 1941 ao programa de eutanásia do governo como uma "denúncia vigorosa da desumanidade e barbárie nazistas". Segundo Gill, "Galen usou sua condenação dessa política apavorante para tirar conclusões mais amplas sobre a natureza do estado nazista". Ele falou de um perigo moral para a Alemanha devido às violações do regime aos direitos humanos básicos. Galen teve os sermões lidos nas igrejas paroquiais. Os trechos da transmissão britânica sobre o serviço alemão da BBC, jogaram panfletos sobre a Alemanha e distribuíram os sermões nos países ocupados. Após a guerra, o papa Pio XII proclamou von Galen um herói e o promoveu ao cardeal.
Houve manifestações na Alemanha católica. O próprio Hitler enfrentou manifestantes raivosos em Nuremberg, a única vez em que ele foi confrontado com tanta resistência pelos alemães comuns. O regime não interrompeu os assassinatos, mas levou o programa à clandestinidade. Dom Antonius Hilfrich, de Limburgo, escreveu ao Ministro da Justiça, denunciando os assassinatos. O bispo Albert Stohr, de Mainz, do púlpito, condenou a morte. Alguns dos padres que distribuíram os sermões estavam entre os presos e enviados para os campos de concentração em meio à reação do público aos sermões. O administrador da catedral do bispo von Preysing, padre Bernhard Lichtenberg, encontrou seu fim por protestar diretamente contra o Dr. Conti, diretor médico do Estado nazista. Em 28 de agosto de 1941, ele endossou os sermões de Galen em uma carta a Conti, apontando para a constituição alemã que definia a eutanásia como um ato de assassinato. Ele foi preso logo depois e depois morreu a caminho de Dachau.
Hitler queria remover Galen, mas Goebbels disse que isso resultaria na perda da lealdade da Vestfália. O líder nazista regional e o vice de Hitler, Martin Bormann, pediram que Galen fosse enforcado, mas Hitler e Goebbels pediram um atraso na retribuição até o fim da guerra. Em uma conversa na mesa de 1942, Hitler teria dito: "O fato de eu permanecer em silêncio em público sobre os assuntos da Igreja não é de modo algum mal compreendido pelas raposas manhosas da Igreja Católica, e tenho certeza de que um homem como o bispo von Galen sabe muito bem que, depois da guerra, extrairei retribuição ao último peido".
Com o programa agora conhecimento público, enfermeiros e funcionários (particularmente em instituições católicas) cada vez mais procuravam obstruir a implementação da política. Sob pressão de protestos crescentes, Hitler interrompeu o principal programa de eutanásia em 24 de agosto de 1941, embora continuasse o assassinato menos sistemático dos deficientes. As técnicas aprendidas com o programa de eutanásia nazista foram posteriormente transferidas para uso no genocídio do Holocausto.

### Carta Pastoral de 1942
Nos Estados Unidos, a Conferência Nacional de Bem-Estar Católico informou que os bispos católicos alemães expressaram em conjunto seu "horror" à política em sua Carta Pastoral de 1942:
Cada homem tem o direito natural à vida e aos bens essenciais para viver. O Deus vivo, o Criador de toda a vida, é o único mestre sobre a vida e a morte. Com profundo horror, os alemães cristãos aprenderam que, por ordem das autoridades do Estado, numerosas pessoas insanas, confiadas a asilos e instituições, foram destruídas como os chamados "cidadãos improdutivos". Atualmente está a ser feita uma campanha em grande escala para a matança de incuráveis através de um filme recomendado pelas autoridades e concebido para acalmar a consciência através de apelos à piedade. Nós, Bispos alemães, não deixaremos de protestar contra o assassinato de pessoas inocentes. A vida de ninguém está segura, a menos que seja observado o Mandamento "Não matarás".

### Mystici corporis Christi
Em 1943, o papa Pio XII publicou a encíclica Mystici corporis Christi, na qual condenou a prática de matar os deficientes. Ele declarou sua "profunda tristeza" pelo assassinato de deformados, loucos e sofredores de doenças hereditárias... como se fossem um fardo inútil para a Sociedade, em condenação ao programa de eutanásia nazista em andamento. A Encíclica foi seguida, em 26 de setembro de 1943, por uma condenação aberta dos Bispos alemães que, de todos os púlpitos alemães, denunciaram o assassinato de "inocentes e indefesos deficientes mentais, incuráveis enfermos e reféns inocentes e feridos fatais, e prisioneiros de guerra desarmados. e criminosos, pessoas de raça ou descendência estrangeira". parágrafo 94 da Mystici corporis Christi diz:
Pois como o Apóstolo com boa razão nos admoesta: "Aqueles que parecem os membros mais fracos do Corpo são mais necessários; e aqueles que pensamos serem os membros menos honrados do Corpo, rodeiamo-nos de honra mais abundante". Conscientes das obrigações do Nosso alto cargo Consideramos necessário reiterar hoje esta grave declaração, quando ao Nosso profundo pesar vemos por vezes os deformados, os loucos, e os que sofrem de doenças hereditárias privados das suas vidas, como se fossem um fardo inútil para a Sociedade; e este procedimento é saudado por alguns como uma manifestação de progresso humano, e como algo que está inteiramente de acordo com o bem comum. No entanto, quem é possuidor de bom senso não reconhece que isto não só viola a lei natural e divina escrita no coração de cada homem, mas que ultraja os instintos mais nobres da humanidade? O sangue destas infelizes vítimas que são todas mais queridas ao nosso Redentor porque merecem maior piedade, "grita a Deus desde a terra".